# Garabombo, o Invisível
O livro Garabombo, o Invisível (no original peruano Historia de Garabombo el Invisible) é uma obra da literatura latino-americana do escritor peruano Manuel Scorza. Ele é o segundo volume do ciclo de cinco partes do romance intitulado "A guerra silenciosa" (La guerra silenciosa).

## Sobre o livro
Em sua saga, Scorza descreve o combate entre o Peru e os sobreviventes das culturas pré-colombianas em uma revolta camponesa andina onde os índios dos mais altos pontos dos Andes haviam começado a combater com os proprietários de terras do Cerro de Pasco, sob o silêncio da imprensa peruana. Centenas de homens morreram por tocar esta luta desesperada que Scorza testemunhou nos anos 60. Embora muitos dos nomes, lugares, datas e eventos são reais, o autor ficcionaliza seu testemunho, acrescentando humor, mito e fantasia. Ele denuncia que os historiadores quase não registraram o terror e atrocidade desse combate desigual nas cordilheiras de Pasco em 1962.
Em  Garabombo, o Invisível, Scorza traça um percurso muito semelhante ao do primeiro romance. Garabombo, o personagem-título e protagonista da obra, exerce a função de líder, de onde nasce a utopia alimentada por seus desejos e reivindicações, que coincidem com os de toda a sua comunidade – condição básica para que essa utopia possa apresentar um “potencial revolucionário”. Garabombo tenta convencer seu povoado a reagir contra as adversidades, mas esbarra no medo gerado pelos massacres sofridos por Rancas, narrados em Bom dia. Essa resignação apenas sucumbe com a interferência de dois fatores de natureza diferente – um “real” e outro “maravilhoso” – que funcionam como impulsos geradores de um renovado pensamento utópico:
a descoberta de títulos de 1705 expedidos pela Real Audiência de Parma em favor dos índios como os verdadeiros proprietários das terras de Yanahuanca e a invisibilidade de Garabombo.  Enquanto que, em Garabombo, o maravilhoso tem valor decisivo, em Bom dia para os defuntos, é mais episódico (neste, há alguns incidentes da ordem do maravilhoso, como o nascimento de crianças de cara verde).
No primeiro, o maravilhoso toma a importância de “despertador” de uma consciência adormecida e confunde-se com a realidade, uma vez que Garabombo é duplamente invisível: é socialmente invisível, ou seja, não interessa aos fazendeiros ou aos governantes enxergar Garabombo, sua gente e seus problemas. E é fisicamente invisível, na medida em que há uma crença, por parte da comunidade indígena, nessa invisibilidade, ou seja, o maravilhoso, o fato
insólito é real para os que acreditam nele e porque acreditam nele, o que permitiu, por exemplo, que Garabombo passasse “incólume” em frente aos guardas. Essas duas formas de “transparência” podem ser exemplificadas, respectivamente, pelas seguintes passagens:
[...] Voltava curado! Na prisão compreendera a verdadeira natureza de sua doença. Não o viam  porque não queriam vê-lo. Era invisível como eram invisíveis todas as reclamações, os abusos e as queixas. 
[...] Outrora havia sido transparente para as autoridades, hoje seria invisível para todos os homens!
[...] O erro de sua ignorância seria a arma de sua lucidez. Chinche acreditara durante anos que ele era invisível.
[...] Essa força venceria o desânimo! Seria invisível! (SCORZA, 1975b, p. 143-144).
- Não o vêem – sorriu Amador Cayetano, o presidente da comunidade. – É invisível!
- Há sete anos que ele é invisível – sussurrou Melécio Cuellar.
- Padre nosso que estais no céu, fazei com que eles [os guardas] não olhem para Garabombo – rezou Sulpícia.
- Não seja boba, Sulpícia – falou Melécio Cuellar. – Não o vêem! Garabombo pode comer e dormir à vontade. E se quiser mijará nos guardas. Pensarão que está chovendo! (Ibidem, p. 2)
Manuel Scorza utiliza o realismo mágico ou real maravilhoso também como um recurso para representação do tipo de racionalidade mítica vivida pelo povo quíchua do centro do Peru. O autor não se refere diretamente aos mitos indígenas existentes, mas tenta “internalizar sua [dos índios] estrutura mental e fazê-la discorrer inventivamente por novos canais”.
Garabombo, protagonista principal da novela, que é modelado em Fermín Espinoza, um índio quem Scorza conhecia pessoalmente, cerca de dezoito meses depois do massacre de Rancas, o Garabombo, invadiu as fazendas Uchumarca, Chinche e Payán para recuperar os territórios para a comunidade de Yanahuanca. dando começo a uma guerra que liquidaria o feudalismo no centro do Peru